# Алма-КТЖ
«Алма-КТЖ» — женский футбольный клуб из Алма-Аты в 1997—2008 годах.

## История
«Алма-КТЖ» — самый прославленный клуб казахстанского женского футбола. За годы своего существования он стабильно занимал первое место в чемпионате. Более того, в 2004 году он участвовал в российском чемпионате среди команд 1 дивизиона и выиграл его.

### Выступления в еврокубках
Клуб дебютировал в еврокубках в розыгрыше Кубка УЕФА 2003/04 годов, тогда «Темир Жолы» уступила путевку из группы хорватскому клубу «Осиек».
В розыгрыше Кубка УЕФА 2004/05 года «Алма-КТЖ», выиграв в группе А1 такие клубы как «Славия» (Прага, Чехия), «Супер Спорт» (София, Болгария) и «МСК» (Жьяр-над-Гроном, Словакия), вышли в следующий этап соревнований. Но в группе В4 оказались слабее чемпионов Норвегии — «Тронхеймс Ёрна», России — «Энергии» и Дании Бронгбю ИФ. После чего вышли из дальнейшей борьбы за трофей.
В розыгрыше Кубка УЕФА 2005/06 годов «Алма-КТЖ» снова выигрывает в группе А9. На этот раз соперниками были такие клубы как «МТК» (Бухарест, Румыния), «ФК НСА» (София, Болгария) и «АЕ» (Эгина, Греция).
Но в группе В2, где соперниками были чемпионы Швеции — «Дюмгарден Дамфотбол», Исландии — «Валюр» и Сербии и Черногории ЗФК Масинак Классик Ниш, оказываются треьими. И снова выбыли из дальнейшей борьбы.
В розыгрыше Кубка УЕФА 2006/07 годов «Алма-КТЖ» уступила путевку из группы А7 «Россиянке» (Московская область).
В розыгрыше Кубка УЕФА 2007/08 года «Алма-КТЖ» в группе А9 выиграла такие клубы как «1.ФК Фемина» (Бухарест, Румыния), ФК «Нарта» (Кишинёв, Молдавия) и «Руслан-93» (Баку, Азербайджан), вышли в следующий этап соревнований.
Но в группе В1 оказались слабее чемпионов Англии — «Арсенал ЛФК», Италии — ФК АСД (Бардолино) и Австрии «Нойленбах». И снова вышли из дальнейшей борьбы за трофей.
В розыгрыше Кубка УЕФА 2008/09 года «Алма-КТЖ» в группе А6 выиграла румынский «ЦФФ Клуяна Клуж», хорватский «Осиек» и «Гленторан» (Белфаст, Ирландия). Вышли в следующий этап соревнований.
Но в группе В2 оказались слабее чемпионов Швеции — «Умео ИК», Исландии — «Валюр» и Италии — ФК АСД (Бардолино). И снова вышли из дальнейшей борьбы за трофей.

## Статистика в Кубки УЕФА
| Соревнование | Матчей | В  | Н | П  | МЗ | МП | РМ | %П     |
| ------------ | ------ | -- | - | -- | -- | -- | -- | ------ |
| Кубок УЕФА   | 30     | 16 | 0 | 14 | 72 | 72 | 0  | 53,33% |

Посезонная статистика выступлений в Кубки УЕФА:
| Сезон   | Соревнование | Раунд            | Страна               | Противник       | Счёт | Место   |
| ------- | ------------ | ---------------- | -------------------- | --------------- | ---- | ------- |
| 2003/04 | Кубок УЕФА   | I КР. Группа 3   | Уэльс                | Кардифф Сити    | 1:0  | 2 место |
| 2003/04 | Кубок УЕФА   | I КР. Группа 3   | Хорватия             | Осиек           | 1:2  | 2 место |
| 2003/04 | Кубок УЕФА   | I КР. Группа 3   | Босния и Герцеговина | СФК 2000        | 3:2  | 2 место |
| 2004/05 | Кубок УЕФА   | I КР. Группа 1   | Болгария             | Супер Спорт     | 5:1  | 1 место |
| 2004/05 | Кубок УЕФА   | I КР. Группа 1   | Словакия             | Жьяр-над-Гроном | 4:0  | 1 место |
| 2004/05 | Кубок УЕФА   | I КР. Группа 1   | Чехия                | Славия Пр.      | 2:1  | 1 место |
| 2004/05 | Кубок УЕФА   | II КР. Группа 4  | Норвегия             | Тронхеймс-Орн   | 0:3  | 4 место |
| 2004/05 | Кубок УЕФА   | II КР. Группа 4  | Дания                | Брондбю         | 0:2  | 4 место |
| 2004/05 | Кубок УЕФА   | II КР. Группа 4  | Россия               | Энергия Вр.     | 1:4  | 4 место |
| 2005/06 | Кубок УЕФА   | I КР. Группа 9   | Болгария             | НСА             | 5:0  | 1 место |
| 2005/06 | Кубок УЕФА   | I КР. Группа 9   | Венгрия              | МТК             | 3:0  | 1 место |
| 2005/06 | Кубок УЕФА   | I КР. Группа 9   | Греция               | Эгина           | 2:3  | 1 место |
| 2005/06 | Кубок УЕФА   | II КР. Группа 2  | Сербия и Черногория  | Машинац         | 5:3  | 3 место |
| 2005/06 | Кубок УЕФА   | II КР. Группа 2  | Швеция               | Юргорден        | 0:3  | 3 место |
| 2005/06 | Кубок УЕФА   | II КР. Группа 2  | Исландия             | Валюр           | 0:8  | 3 место |
| 2006/07 | Кубок УЕФА   | I КР. Группа 7   | Россия               | Россиянка       | 2:5  | 2 место |
| 2006/07 | Кубок УЕФА   | I КР. Группа 7   | Словакия             | Слован Шл.      | 5:2  | 2 место |
| 2006/07 | Кубок УЕФА   | I КР. Группа 7   | Румыния              | Клужана         | 4:2  | 2 место |
| 2007/08 | Кубок УЕФА   | I КР. Группа А9  | Молдова              | Нарта           | 5:0  | 1 место |
| 2007/08 | Кубок УЕФА   | I КР. Группа А9  | Азербайджан          | Руслан-93       | 5:0  | 1 место |
| 2007/08 | Кубок УЕФА   | I КР. Группа А9  | Венгрия              | Фемина          | 3:1  | 1 место |
| 2007/08 | Кубок УЕФА   | II КР. Группа В1 | Англия               | Арсенал         | 0:4  | 4 место |
| 2007/08 | Кубок УЕФА   | II КР. Группа В1 | Италия               | Бардолино       | 1:5  | 4 место |
| 2007/08 | Кубок УЕФА   | II КР. Группа В1 | Австрия              | Нойленгбах      | 0:3  | 4 место |
| 2008/09 | Кубок УЕФА   | I КР. Группа А6  | Хорватия             | Осиек           | 3:1  | 1 место |
| 2008/09 | Кубок УЕФА   | I КР. Группа А6  | Северная Ирландия    | Гленторан       | 8:0  | 1 место |
| 2008/09 | Кубок УЕФА   | I КР. Группа А6  | Румыния              | Клужана         | 3:1  | 1 место |
| 2008/09 | Кубок УЕФА   | II КР. Группа В2 | Италия               | Бардолино       | 1:2  | 4 место |
| 2008/09 | Кубок УЕФА   | II КР. Группа В2 | Швеция               | Умео            | 0:6  | 4 место |
| 2008/09 | Кубок УЕФА   | II КР. Группа В2 | Исландия             | Валюр           | 0:8  | 4 место |

## Фарм-клуб
Не позднее 2003 на базе основного клуба создан фарм-клуб «Алма-КТЖ-2». Клуб сформирован на базе местной спортивной школы СДЮШОР №2, и при спонсорстве КТЖ.

### Достижения
Чемпионат Казахстана
- Серебряный призёр Женской Лиги (1): 2006.
- Бронзовый призёр Женской Лиги (2): 2005, 2007.

## Расформирование клуба
В конце 2008 года клуб был выкуплен шымкентским предпринимателем, часть игроков переехала в Шымкент. Эти игроки составили костяк БИИК-Казыгурт. А часть игроков ушла в специализированную школу высшего спортивного мастерства. И они составили основу клуба СШВСМ.
- БИИК-Казыгурт: Александра Гребенюк, Фатима Идиатулина, МАдина Жанатаева, Адиля Вылданова, Сауле Карибаева, Лариса Ли, Улбосын Жолчиева, Юлия Мясникова, Айгерим Бисембаева, Евгения Самоследова, Дарья Ширшова.
- СШВСМ: Мария Ялова, Екатерина Красюкова, Наталья Иванова, Екатерина Ялова, Кристина Столповская, Оксана Железняк, Бегаим Киргизбаева, Ольга Анисковцева.

## Награды
- Чемпион Казахстана (9): 2000, 2001, 2002, 2003, 2004, 2005, 2006, 2007, 2008